# José Monero
José Moreno Moreno, (12 de noviembre de 1919, Sevilla - 24 de noviembre de 1985, Sevilla) conocido como Pepe, fue un verdugo español en activo durante la etapa franquista. Se dio a conocer en el libro Verdugos y torturadores (1991) del escritor Juan Eslava Galán, quien le cambió los apellidos Moreno Moreno por el anagrama Monero Renomo para que su viuda, entonces aún viva y que ignoraba su oficio, no lo identificara. Ocupó la plaza que dejó vacante al morir Bernardo Sánchez Bascuñana de 1972 a 1977. Tenía además trabajo como representante de libros y cuando tomó posesión de la plaza, compatibilizaba ambas, aunque solo ejecutó a Heinz Chez.
Tuvo diversas profesiones: remachador, celador, sereno. Fue el encargado de aplicar la pena de muerte por garrote vil a Heinz Chez el polaco, (en realidad ciudadano germano-oriental de nombre Georg Michael Welzel) acusado de la muerte del guardia civil Antonio Torralbo. La ejecución se llevó a cabo el 2 de marzo de 1974 en la prisión de Tarragona, el mismo día que era ejecutado Salvador Puig Antich. La ejecución de Chez fue la última realizada en España mediante el garrote vil y la única en la que ofició José Monero.
Como el protagonista de la película de humor negro El verdugo, rodada un década antes, la intención de Pepe era no tener que cumplir nunca con su oficio. Al personarse el funcionario con la carta de citación para la ejecución de Chez, el verdugo la rechazó, hasta que lo convencieron amenazándolo con sanciones. Con el fin de que sus familiares y amigos no supieran su oficio, les contó que partía en viaje de negocios. El 1 de marzo salió de su residencia en el barrio de Las Candelarias hacia la comisaría de Sevilla, desde donde fue trasladado en automóvil, acompañado de varios agentes, a Tarragona, llevando consigo dos garrotes. Al no haber asistido a ninguna ejecución, solicitó ayuda al director de la prisión, que designó dos voluntarios a dedo para asistirlo. Siendo todos novatos, el verdugo no advirtió la falta de un poste al que fijar las palomillas que sujetaban el garrote, habiendo de ajustar el anillo de hierro al cuello del reo mediante el uso de cuerda y saco. La operación de ajuste se llevó a cabo en presencia del reo. La ejecución fue un auténtico espanto, tanto para el ajusticiado como para los testigos, necesitando el verdugo de tres intentos hasta acabar con la vida del reo, incluso recibiendo un golpe de uno de los militares presentes, exasperado por la torpeza de Moreno. Así lo describe uno de los cinco testigos que hubo por ley. Para mantener oculto aquel horror, el entonces comandante Francisco Muro, miembro del tribunal que lo condenó, impuso allí mismo la ley del silencio. El verdugo devolvió los garrotes al conserje de la Audiencia José Morillo, quien describe que uno de ellos aún llevaba restos de sangre, quedando el ejecutor en volver otro día a limpiarlo. Morillo guardó los instrumentos en los archivos de la Audiencia, donde aún permanecen.
Al abolirse la pena de muerte en 1977, fue despedido sin previa notificación, motivo por el que demandó al Estado y obtuvo una pequeña indemnización por los años de servicio. Murió el 24 de noviembre de 1985, en Sevilla.